# Teje
Teje (Tije, Tey, Teye) ókori egyiptomi királyné, Ay felesége, Nofertiti dajkája.
Férje, Ay fontos pozíciót töltött be több fáraó – III. Amenhotep, Ehnaton és Tutanhamon – uralkodása alatt is; feltételezik, hogy szoros rokoni kapcsolatok fűzték a királyi családhoz (III. Amenhotep főfelesége, Tije valószínűleg Ay testvére volt, Ehnaton felesége, Nofertiti pedig feltehetőleg Ay lánya).
Teje az Amarna-kori feliratokon „a nagy királyi hitves dajkája” címet viseli. Ebből arra következtettek, hogy ő nevelte fel Nofertitit, aki Ay első házasságából születhetett. Valószínű, hogy Ay és Teje közös gyermeke volt Mutbenret (korábbi olvasat szerint Mutnedzsmet). Lehetséges, hogy Ay kijelölt örököse, Nahtmin Ay és Teje, vagy Ay és az első felesége fia volt. Szintén lehetséges, hogy Tejének volt egy Mutemnub nevű lánytestvére.
Fennmaradtak ábrázolásai férje nem használt amarnai sírjában és később a Királyok völgyében készült sírjában is, valamint Min ahmími sziklakápolnájában.
Címei királynéként: Szeretett nagy királyi hitves (ḥm.t-nỉswt wr.t mrỉỉt=f), A Két Föld úrnője (nb.t-t3.wỉ), Nagy kegyben álló (wr.t-ḥzwt), Örökös hercegnő (ỉrỉỉ.t-pˁt), Alsó- és Felső-Egyiptom asszonya (ḥnwt-šmˁw-mḥw). Férjével közös amarnai sírjában címei: „a nagy dajka,. aki az istent táplálja” és „királyi ékszer”.

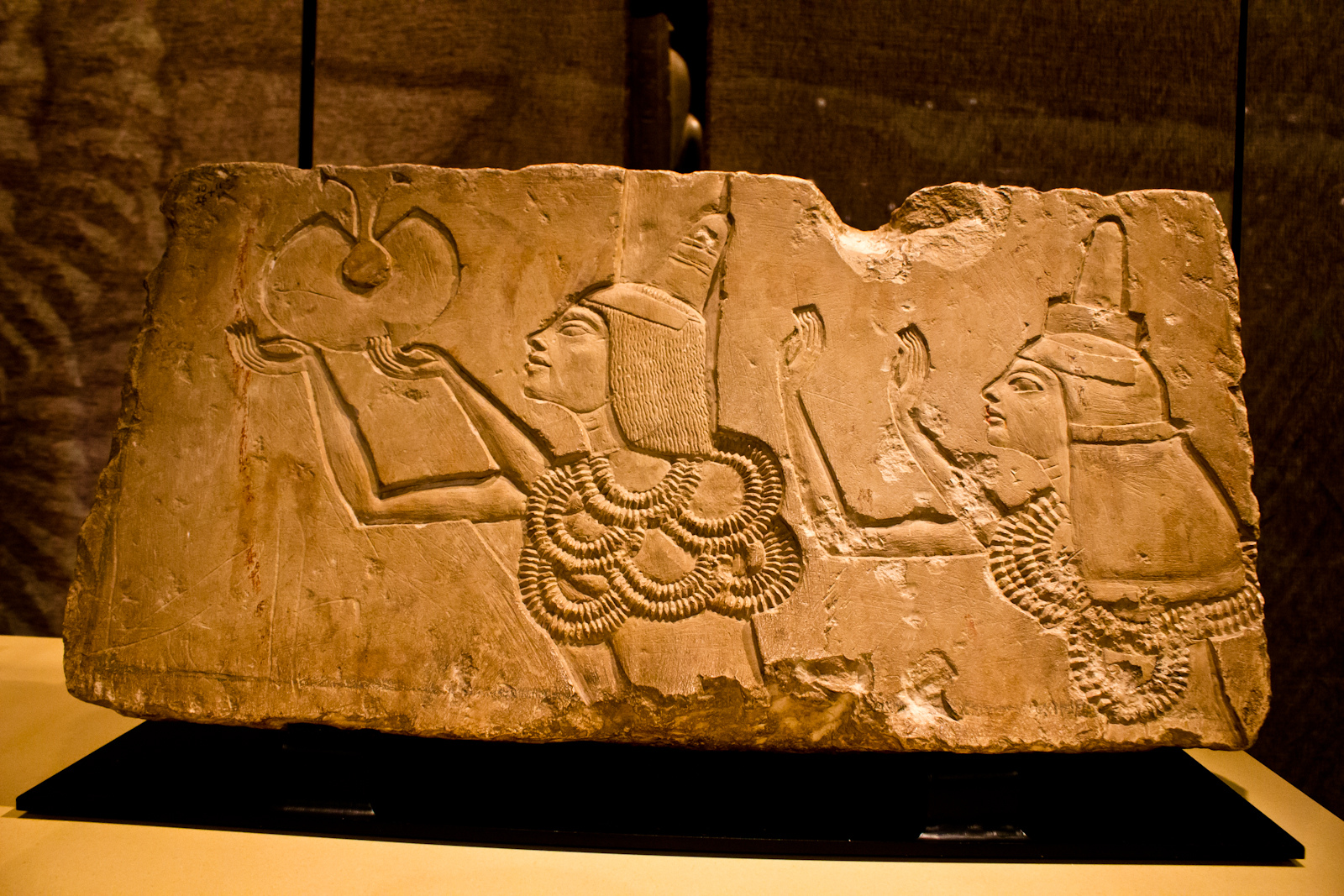
Ay és Teje kitüntetést kap Amarnában